# Tiro esportivo nos Jogos Pan-Americanos de 2019 - Pistola 25 m feminino
A categoria da pistola 25 m feminino foi um dos eventos do tiro esportivo nos Jogos Pan-Americanos de 2019, em Lima. Foi disputada nos dias 2 e 3 de agosto no Las Palmas Range.

## Calendário
Horário local (UTC-5)
| Data        | Horário | Fase               |
| ----------- | ------- | ------------------ |
| 2 de agosto | 09:00   | Qualificação dia 1 |
| 3 de agosto | 09:00   | Qualificação dia 2 |
| 3 de agosto | 12:30   | Final              |

## Medalhistas
| Ouro   | USA Sandra Uptagrafft |
| Prata  | ECU Diana Durango     |
| Bronze | ECU Andrea Pérez      |

## Resultados

### Qualificação
| Pos. | Atiradora         | Nacionalidade            | 1  | 2  | 3  | 4  | 5  | 6  | Total   | Notas |
| ---- | ----------------- | ------------------------ | -- | -- | -- | -- | -- | -- | ------- | ----- |
| 1    | Diana Durango     | ECU Equador              | 96 | 98 | 97 | 96 | 99 | 97 | 583-18x | Q     |
| 2    | Andrea Pérez      | ECU Equador              | 97 | 99 | 96 | 98 | 95 | 93 | 578-16x | Q     |
| 3    | Karen Quezada     | MEX México               | 96 | 94 | 98 | 96 | 97 | 96 | 577-17x | Q     |
| 4    | Alejandra Zavala  | MEX México               | 92 | 94 | 99 | 97 | 97 | 97 | 576-15x | Q     |
| 5    | Sandra Uptagrafft | USA Estados Unidos       | 94 | 94 | 92 | 99 | 96 | 98 | 573-12x | Q     |
| 6    | Liz Carrión       | PER Peru                 | 97 | 92 | 96 | 94 | 98 | 92 | 569-11x | Q     |
| 7    | Ana Luiza Ferrão  | BRA Brasil               | 89 | 94 | 93 | 97 | 96 | 99 | 568-9x  | Q     |
| 8    | Nathalia Granados | USA Estados Unidos       | 93 | 94 | 97 | 92 | 96 | 94 | 566-10x | Q     |
| 9    | Sheyla González   | CUB Cuba                 | 90 | 97 | 95 | 90 | 96 | 97 | 565-13x |       |
| 10   | Juana Rueda       | COL Colômbia             | 93 | 94 | 92 | 97 | 92 | 95 | 563-10x |       |
| 11   | Amanda Cuellar    | COL Colômbia             | 94 | 96 | 91 | 95 | 94 | 92 | 562-13x |       |
| 12   | Lucia Menendez    | GUA Guatemala            | 95 | 98 | 94 | 91 | 92 | 92 | 562-9x  |       |
| 13   | Laina Pérez       | CUB Cuba                 | 94 | 92 | 91 | 95 | 99 | 90 | 561-18x |       |
| 14   | Kimberly Linares  | GUA Guatemala            | 96 | 91 | 94 | 92 | 92 | 96 | 561-9x  |       |
| 15   | Brianda Rivera    | PER Peru                 | 92 | 93 | 87 | 96 | 97 | 93 | 558-8x  |       |
| 16   | Rachel de Castro  | BRA Brasil               | 94 | 96 | 96 | 92 | 91 | 87 | 556-14x |       |
| 17   | Ashely Domínguez  | ESA El Salvador          | 90 | 91 | 91 | 95 | 91 | 98 | 556-9x  |       |
| 18   | Jocelyn Núñez     | CHI Chile                | 93 | 94 | 93 | 93 | 90 | 92 | 555-10x |       |
| 19   | Erika Landaverde  | ESA El Salvador          | 85 | 89 | 93 | 96 | 95 | 95 | 553-8x  |       |
| 20   | Julieta Mautone   | URU Uruguai              | 92 | 99 | 95 | 90 | 86 | 89 | 551-11x |       |
| 21   | Jennifer Valentin | PUR Porto Rico           | 95 | 92 | 92 | 88 | 94 | 90 | 551-9x  |       |
| 22   | Kimberly Britton  | CAN Canadá               | 93 | 95 | 93 | 91 | 89 | 87 | 548-11x |       |
| 23   | Lea Wachowich     | CAN Canadá               | 88 | 86 | 92 | 93 | 95 | 88 | 542-6x  |       |
| 24   | Sthephany Gallo   | HON Honduras             | 92 | 95 | 95 | 82 | 80 | 78 | 522-8x  |       |
| 25   | Victória González | DOM República Dominicana | 91 | 88 | 91 | 78 | 84 | 85 | 517-6x  |       |
| 26   | Marsha Jones      | TTO Trinidad e Tobago    | 89 | 92 | 85 | 77 | 71 | 83 | 497-2x  |       |
| 27   | Pamela Ramírez    | HON Honduras             | 89 | 86 | 82 | 62 | 54 | 58 | 431-3x  |       |

### Final
| Pos.              | Atirador          | Nacionalidade      | 1 | 2   | 3   | 4   | 5    | 6    | 7    | 8    | 9    | 10   | Total | Desempate | Notas |
| ----------------- | ----------------- | ------------------ | - | --- | --- | --- | ---- | ---- | ---- | ---- | ---- | ---- | ----- | --------- | ----- |
| Medalha de ouro   | Sandra Uptagrafft | USA Estados Unidos | 2 | 5 3 | 9 4 | 9 0 | 11 2 | 13 2 | 18 5 | 21 3 | 25 4 | 27 2 | 27    | 2-4       |       |
| Medalha de prata  | Diana Durango     | ECU Equador        | 3 | 5 2 | 7 2 | 9 2 | 12 3 | 16 4 | 18 2 | 20 2 | 22 2 | 27 5 | 27    | 2-3       |       |
| Medalha de bronze | Andrea Pérez      | ECU Equador        | 2 | 3 1 | 6 3 | 8 2 | 10 2 | 13 3 | 15 2 | 17 2 | 18 1 | 18   | 18    | —         |       |
| 4                 | Ana Luiza Ferrão  | BRA Brasil         | 1 | 3 2 | 5 2 | 7 2 | 10 3 | 13 3 | 16 3 | 16   | 16   | 16   | 16    | —         |       |
| 5                 | Alejandra Zavala  | MEX México         | 4 | 5 1 | 6 1 | 9 3 | 10 1 | 12 2 | 13 1 | 13   | 13   | 13   | 13    | —         |       |
| 6                 | Liz Carrión       | PER Peru           | 2 | 4 2 | 6 2 | 8 2 | 10 2 | 12 2 | 12   | 12   | 12   | 12   | 12 SO | —         |       |
| 7                 | Karen Quezada     | MEX México         | 1 | 3 2 | 3 0 | 6 3 | 8 2  | 8    | 8    | 8    | 8    | 8    | 8     | —         |       |
| 8                 | Nathalia Granados | USA Estados Unidos | 1 | 1 0 | 2 1 | 4 2 | 4    | 4    | 4    | 4    | 4    | 4    | 4     | —         |       |